# Frölunda-Högsbo
Frölunda-Högsbo foi uma freguesia administrativa da cidade sueca de Gotemburgo em 2010, quando as freguesias de Frölunda e de Högsbo foram fundidas numa só freguesia. No ano seguinte, uma nova reforma juntou Frölunda-Högsbo a Askim, formando assim a nova freguesia de Askim-Frölunda-Högsbo.